# Radalj
Radalj (srbsky Радаљ) je vesnice v západní části Srbska, administrativně spadající pod opštinu Mali Zvornik. Vesnice se nachází na břehu  stejnojmenné řeky, která ústí do nedaleké Driny. Rozkládá se na obou jejích březích.. V roce 2011 zde žilo 2211 obyvatel.
Z národnostního hlediska je obyvatelstvo v drtivé většině srbské národnosti (cca 98 %).
V roce 1903 vesnici na žádost srbského geografa Jovana Cvijiće zdokumentoval místní venkovský učitel jménem Nikola Nenadović. Dnes se zde nachází pravoslavný kostel svatých apoštolů Petra a Pavla, základní škola a fotbalové hřiště. 